# Schloss Trabuschgen

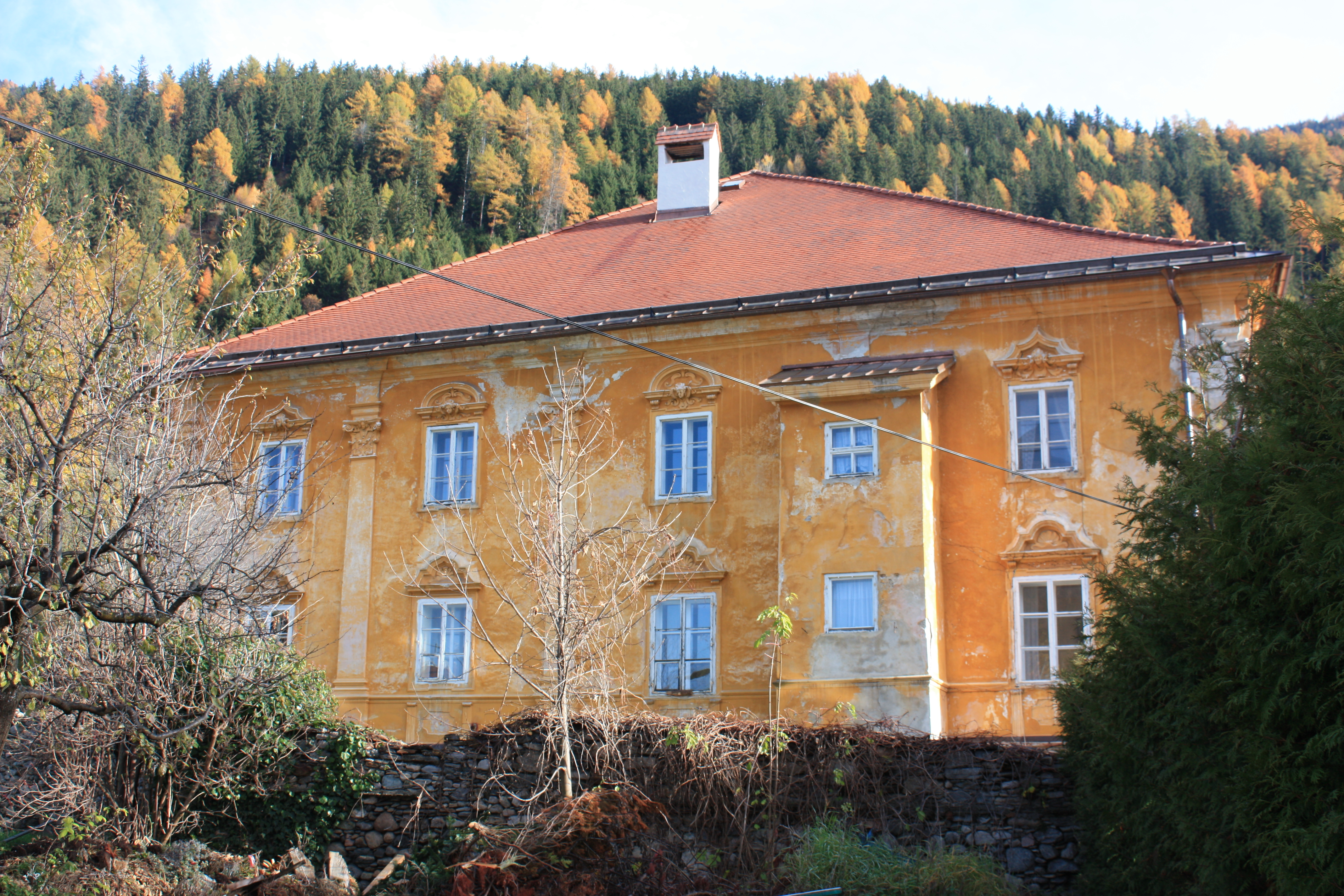
Südwestansicht

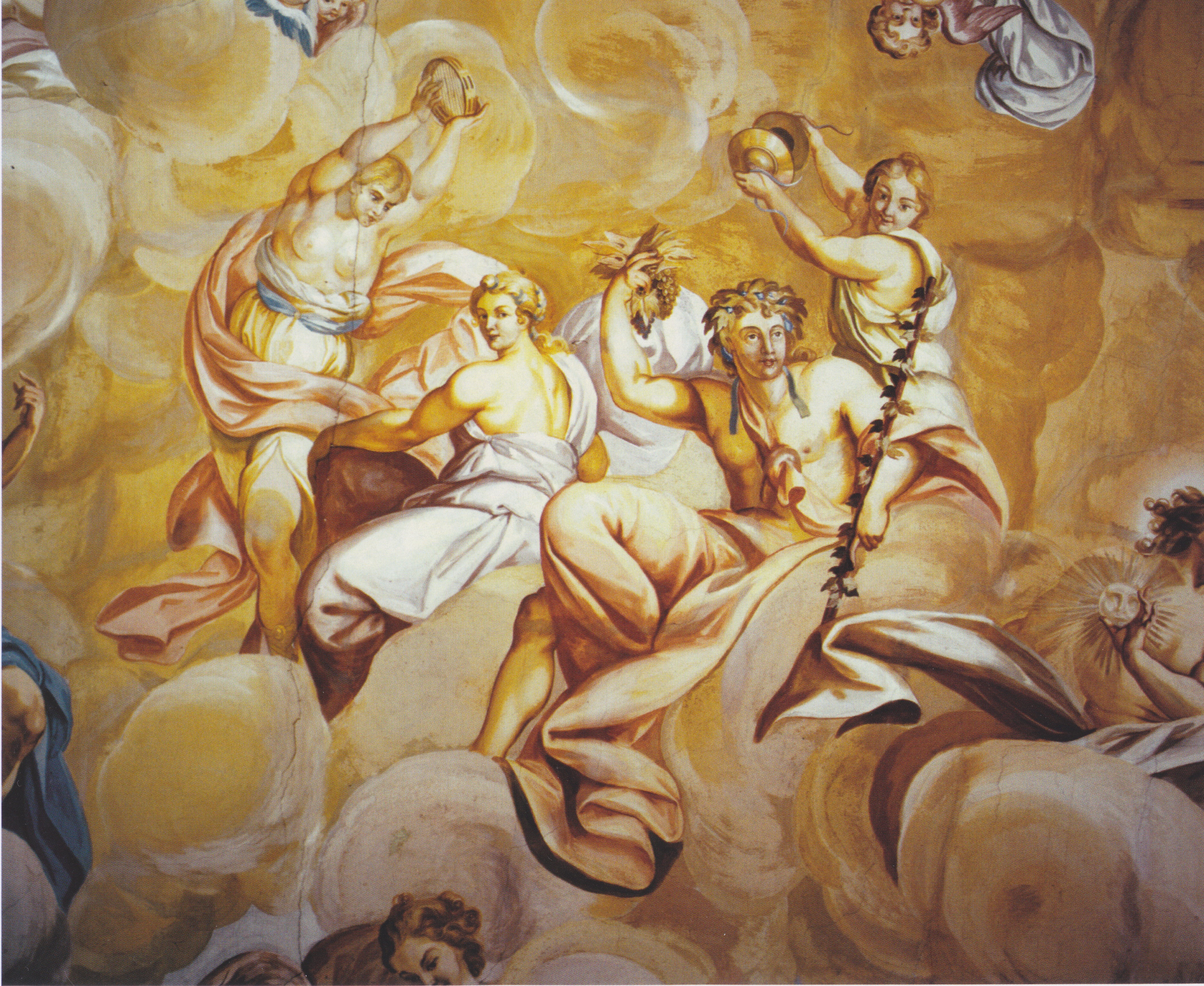
Deckengemälde: Allegorie der Künste und Wissenschaften

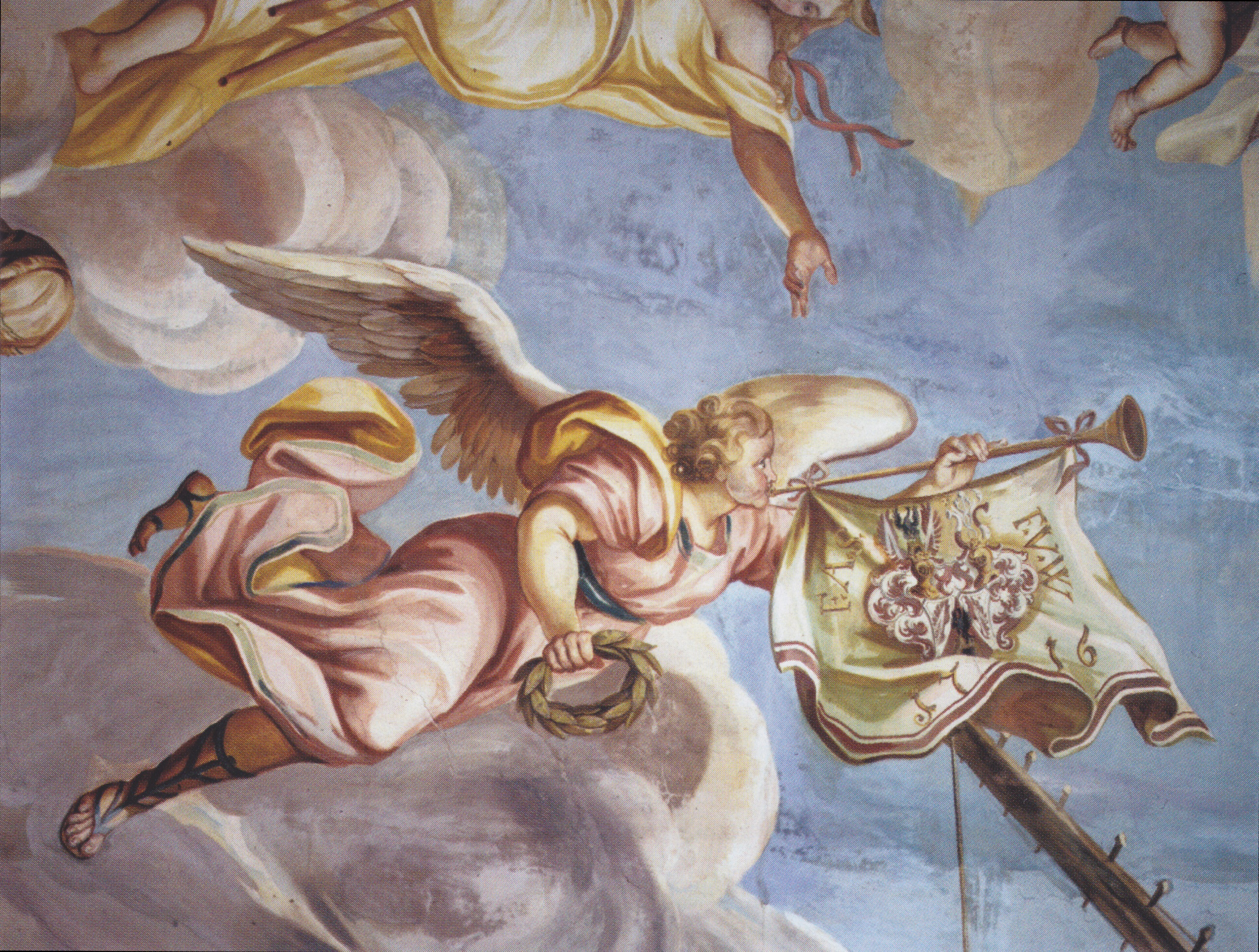
Deckengemälde: Genius

Das Schloss Trabuschgen am Nordrand von Obervellach ist in Privatbesitz. Der Name Trabuschgen geht auf eine slawische Bezeichnung für eine bauchige Geländeerhebung zurück.

## Geschichte
Das Schloss wird erstmals 1434 als Besitz von Balthasar von Kühnbug genannt. Die Khünburger, die als Pfleger in Obervellach bis 1633 tätig waren, ließen das Gebäude im 15. und 16. Jahrhundert zu einem Renaissanceansitz ausbauen. 1692 erwarb Hans Adam Stampfer von Walchenberg, der in der Fragant Kupfer schürfte, die Anlage. Seine Söhne Hans-Josef und Franz-Adam bauten das Schloss barock aus und machten es zum Treffpunkt eines schöngeistigen Kreises. Ab 1804 war das Gebäude im Besitz des Grafen Batthyány, später der Familie Wenger.

## Baubeschreibung
Der dreigeschoßige Bau stammt im Kern aus dem 16. Jahrhundert. Die nach Südosten ausgerichtete Schaufassade ist siebenachsig. Die beiden oberen Geschoße werden durch Riesenpilaster zusammengefasst. Die Giebelbekrönung ist, wie das Portal, aus der Mittelachse verschoben und steht über dem vierten und fünften Fenster. Dieses säulenflankiertes Rundbogenportal besitzt ein reich geschnitztes Tor. Über dem Portal ist das Wappen der Grafen Stampfer von Walchenberg angebracht. Die Fenster besitzen barocke Verdachungen.
In der ehemaligen Einfahrt hat sich ein spätgotisches Gewölbe erhalten. An der Rückseite des Baues befindet sich ein gekuppeltes Renaissancefenster.

## Ausstattung
Vier auf Glas gemalte Wappenscheiben im ersten Obergeschoß des Stiegenaufganges sind mit 1572 bezeichnet.
Die Innenräume wurden im ersten Viertel des 18. Jahrhunderts gestaltet. Der große Saal im zweiten Obergeschoß nimmt mit der Langseite die ganze Tiefe des Baues und mit der Schmalseite zwei Fensterachsen ein. Die Deckengemälde wurden 1716 von Josef Ferdinand Fromiller nach dem Vorbild der Sala Clementina im Vatikan gestaltet und zeigen über den Wolken thronende Götter, die wohlwollend auf die Tätigkeiten der Menschen herab blicken.
In weiteren Räumen des ersten und zweiten Obergeschoßes haben sich Stuckdecken aus dem ersten Viertel des 18. Jahrhunderts erhalten. Die Stuckaturen im Westzimmer stammen vom Ende des 18. Jahrhunderts, der Kamin wurde um 1700 errichtet.
Der kleine Saal im ersten Stock dient heute als Speisezimmer. Die Decke hat zwei bemalte Durchzugbalken. Darauf sind die Anbetung durch die Engel, die Verkündigung und der heilige Josef mit Engel zu dargestellt. In den Seitenstreifen sind illusionistische Balustraden, darüber eine von Atlanten getragene Säulenarchitektur, die einen illusionistischen Ausblick in den Himmel geben, gemalt. Im Stiegenhaus zum zweiten Stock befinden sich Stuckfelder mit Malerei die vermutlich von Anton Zoller stammen.
Die Kapelle im rückwärtigen Trakt wurde um 1727/ 1730 geschaffen. Der ovale Raum ist mit illusionistischen Wandmalereien und figürlichen Darstellungen von Anton Zoller ausgestattet. Der um 1730 entstandene Altar zeigt im Altarbild die von Fromiller gemalte Krönung Mariens.
Um 1740 schuf Fromiller nach Stichen von Peter Paul Rubens acht Wandtafelbilder, die das Leben von Heinrich IV. und Maria de’ Medici darstellen. Diese Gemälde finden sich nicht mehr im Schloss.